# 1-UP Studio
A 1-UP Studio Inc. (1‐UPスタジオ株式会社, Wan-Appu Sutajio Kabushiki Gaisha) é uma desenvolvedora japonesa de jogos eletrônicos sediada em Tóquio. Foi fundada em junho de 2000 por Kameoka Shinichi e Kouji Tsuda como uma subsidiária da Nintendo sob o nome de Brownie Brown Co. Ltd., sendo renomeada para seu nome atual em 2013.

## Jogos
| Ano                | Título                                | Plataforma       | Notas                                         |
| ------------------ | ------------------------------------- | ---------------- | --------------------------------------------- |
| como Brownie Brown |                                       |                  |                                               |
| 2001               | Magical Vacation                      | Game Boy Advance |                                               |
| 2003               | Sword of Mana                         | Game Boy Advance | Co-desenvolvido com a Square Enix             |
| 2006               | Mother 3                              | Game Boy Advance | Co-desenvolvido com a HAL Laboratory          |
| 2006               | Magical Starsign                      | Nintendo DS      |                                               |
| 2007               | Heroes of Mana                        | Nintendo DS      | Co-desenvolvido com a Square Enix             |
| 2008               | Blue Dragon Plus                      | Nintendo DS      | Co-desenvolvido com a Mistwalker e feelplus   |
| 2008               | A Kappa's Trail                       | Nintendo DS      |                                               |
| 2009               | Professor Layton and the Last Specter | Nintendo DS      | Co-desenvolvido com a Level-5                 |
| 2010               | Livly Garden                          | Nintendo DS      | Co-desenvolvido com a Marvelous Entertainment |
| 2011               | Super Mario 3D Land                   | Nintendo 3DS     | Cooperação com a Nintendo EAD                 |
| 2012               | Fantasy Life                          | Nintendo 3DS     | Assistência de produção para a Level-5        |
| como 1-UP Studio   |                                       |                  |                                               |
| 2013               | Super Mario 3D World                  | Wii U            | Cooperação com a Nintendo EAD                 |
| 2014               | Captain Toad: Treasure Tracker        | Wii U            | Cooperação com a Nintendo EAD                 |
| 2015               | The Legend of Zelda: Tri Force Heroes | Nintendo 3DS     | Cooperação com a Nintendo EPD e Grezzo        |
| 2017               | Super Mario Odyssey                   | Nintendo Switch  | Cooperação com a Nintendo EPD                 |
| 2019               | Ring Fit Adventure                    | Nintendo Switch  | Assistência gráfica com a Nintendo EPD        |